# Arthur Rackham
Pour les articles homonymes, voir Rackham.
Arthur Rackham (19 septembre 1867 - 6 septembre 1939), est un artiste-peintre britannique, illustrateur entre autres de nombreux ouvrages.

## Biographie
Rackham est né à Londres dans une famille qui compte douze enfants. À 18 ans, il travaille comme employé au « Westminster Fire Office » et commence à étudier à l’école d’art de Lambeth. Dès 1888, âgé de vingt ans, il est invité à exposer à la Royal Academy comme aquarelliste.
En 1892, il quitte son poste d'employé et commence à travailler comme journaliste et illustrateur pour l’hebdomadaire Westminster Budget. Cependant, ses premières œuvres n’ont pas encore la dimension fantastique ou merveilleuse qu'elles auront par la suite : Rackham n’a pas encore trouvé son style, et n'a pas le succès qui lui permettra par la suite de choisir les œuvres littéraires qu'il veut mettre en images. Son premier recueil d’illustrations est publié en 1893. Dès lors et jusqu’à sa mort, il illustrera de nombreux ouvrages. La première manifestation de son goût pour une certaine préciosité, voire une forme d'excentricité propre à l'esprit fin de siècle qui agite les dernières années victoriennes, trouvera son expression dans l'édition illustrée de The Dolly Dialogues, d'Anthony Hope, en 1894. Deux ans plus tard, le curieux The Zankiwank & the Bletherwitch de Shafto Justin Adair Fitz-Gerald publié par J. M. Dent l'impose comme un illustrateur novateur.
En 1903, il épouse Edyth Starkie (1867-1941) dont il aura une fille, Barbara (1908-1993).
Rackham gagne la médaille d’or à l’exposition universelle de Milan en 1906 et une autre à l’exposition internationale de la Galeries Dalmau de Barcelone en 1911. Ses œuvres font l’objet de nombreuses expositions, notamment au Louvre (Paris) en 1914. Membre de la Royal Watercolour Society, il reçoit le titre de master par l'Art Workers' Guild en 1919. Il fut entre autres un collaborateur du magazine pour enfants Little Folks.
Arthur Rackham meurt en 1939 d’un cancer dans sa propriété de Limpsfield dans le Surrey.

## Œuvre
L'œuvre de Rackham, très singulière en son temps, est d'une grande richesse. 
La majeure partie de son travail concerne les livres pour enfants : Les Contes des frères Grimm (1900) ; Rip van Winkle (1905) ; Peter Pan (1906), ainsi que Alice au pays des merveilles (1907), notamment. Cependant, il a aussi travaillé sur nombre d’ouvrages pour adultes : Le Songe d'une nuit d'été (1908), Ondine (conte) (1911), The Rhinegold and the Valkyrie (L'or du Rhin et la Valkyrie) (1911), etc.
Il a par ailleurs illustré The Ingolsby Legends ou Mirth and Marvels de Thomas Ingoldsby (William Heinemann, 1919).

Quelques illustrations d'Arthur Rackham
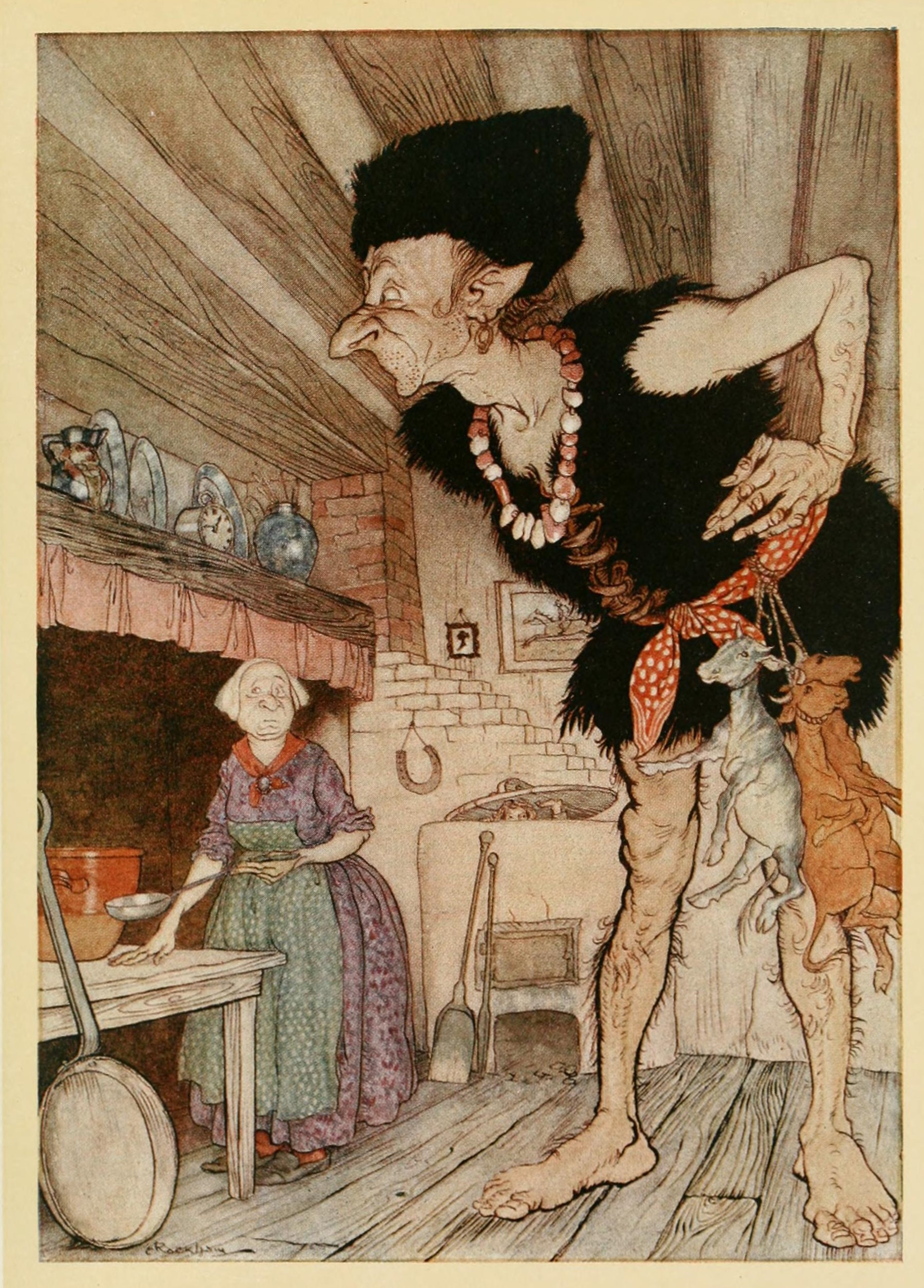
« Fee-fi-fo-fum, I smell the blood of an Englishman! » : illustration tirée de Jack et le haricot magique (1918).
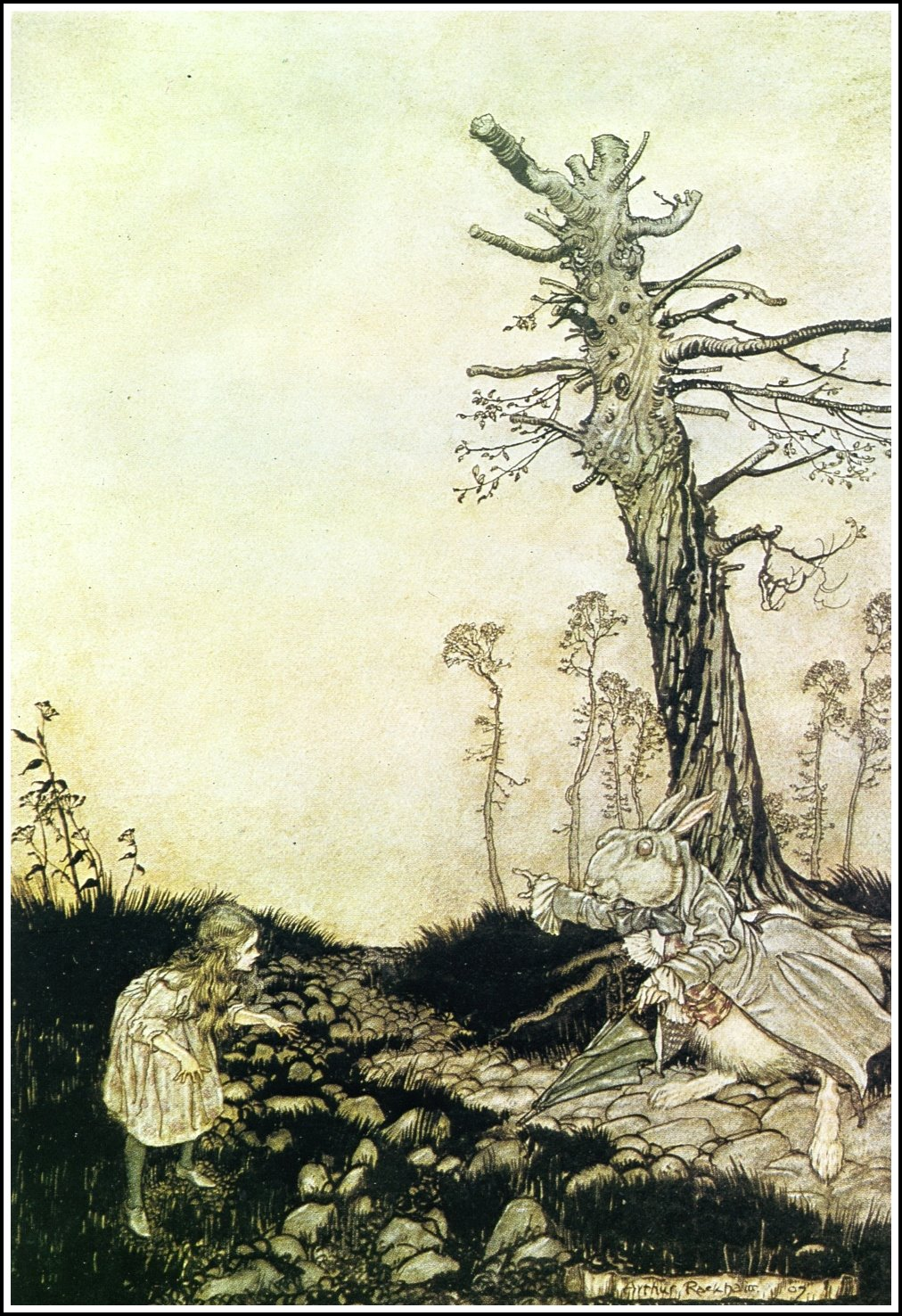
Les Aventures d'Alice au pays des merveilles, illustration de 1907.
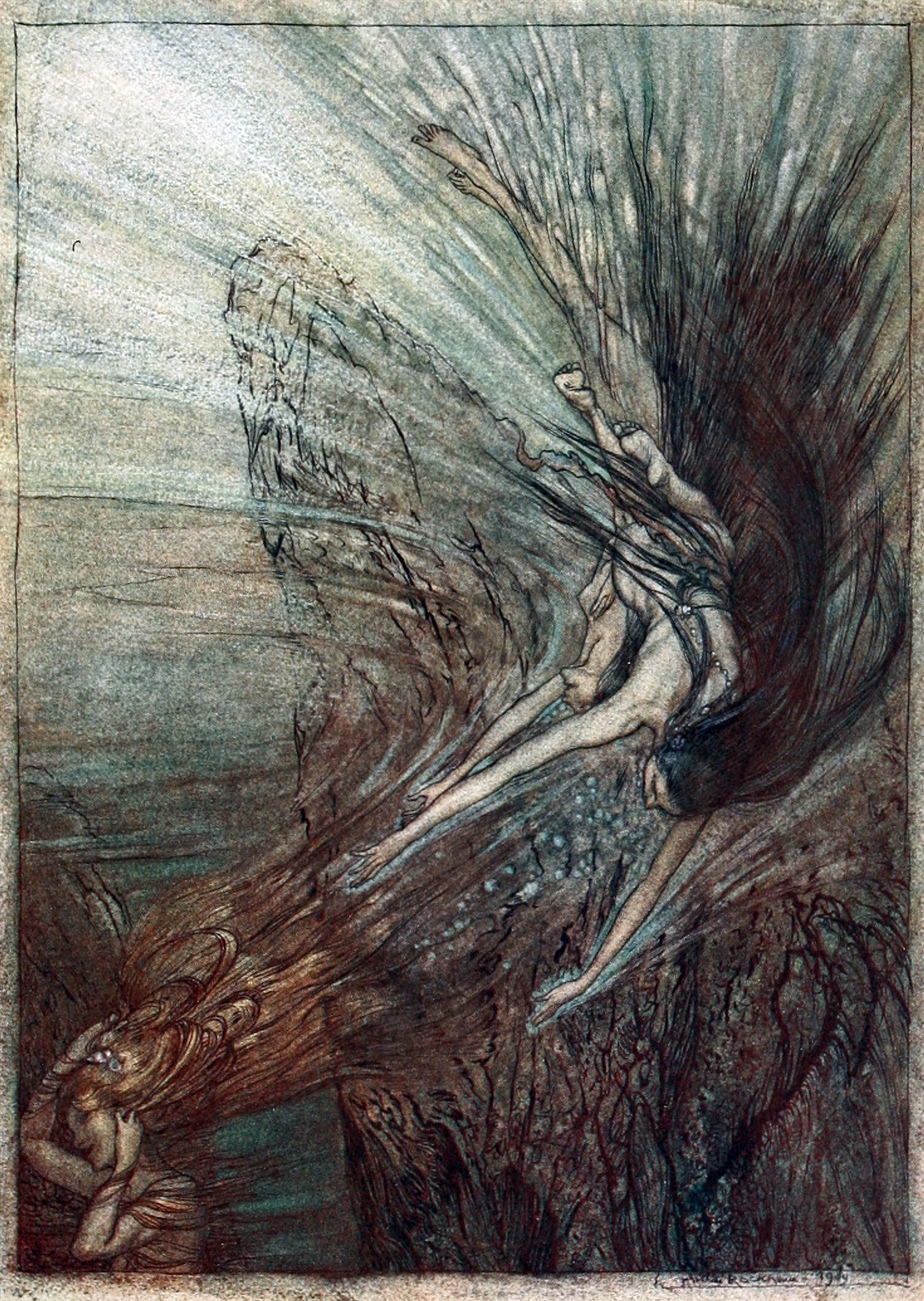
Facéties des filles du Rhin, illustration de L'or du Rhin et la Valkyrie, 1910.
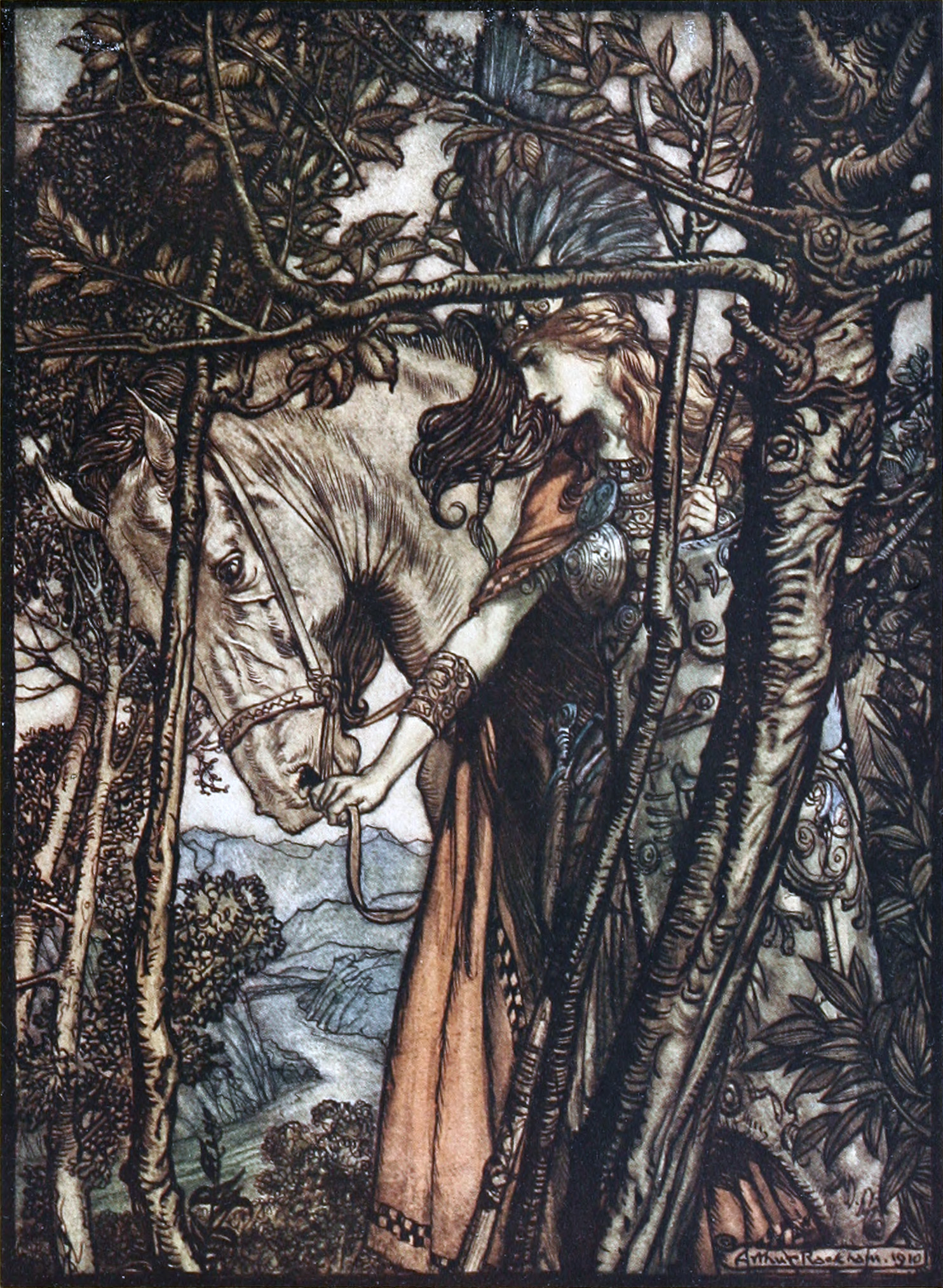
Brünnhilde mène doucement et silencieusement son cheval vers la caverne, illustration de L'or du Rhin et la Valkyrie, 1910.
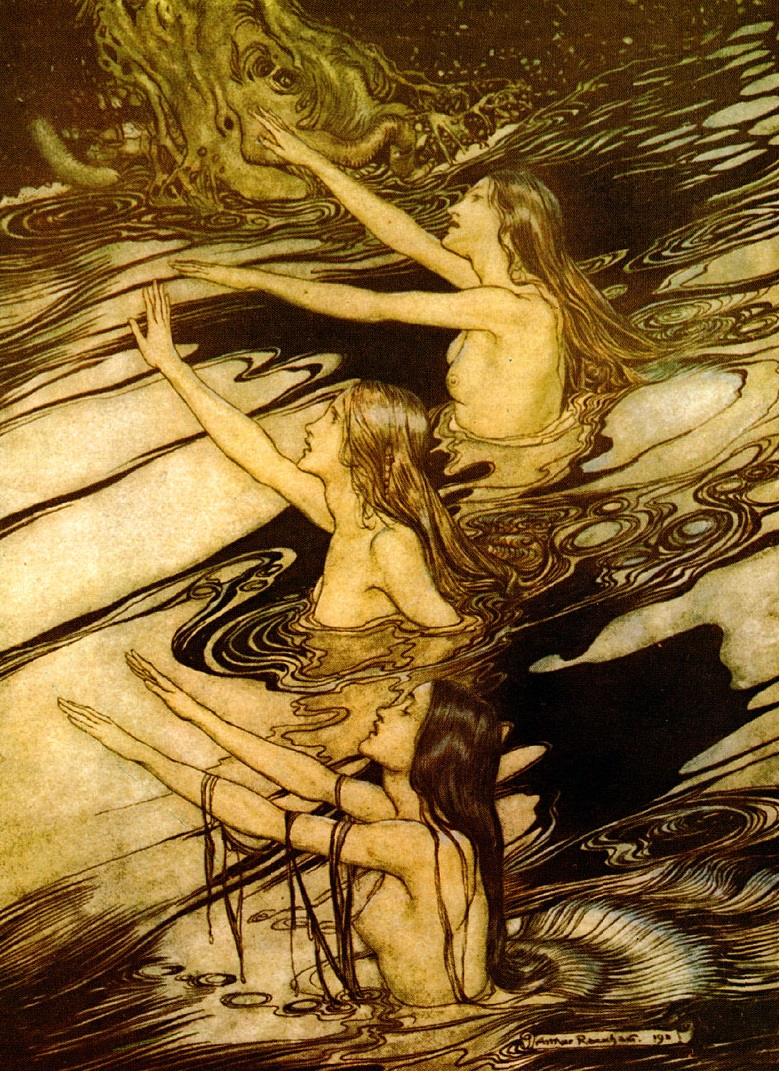
Les filles du Rhin, personnages de L'Anneau du Nibelung de Richard Wagner, illustration d'Arthur Rackham en 1910.
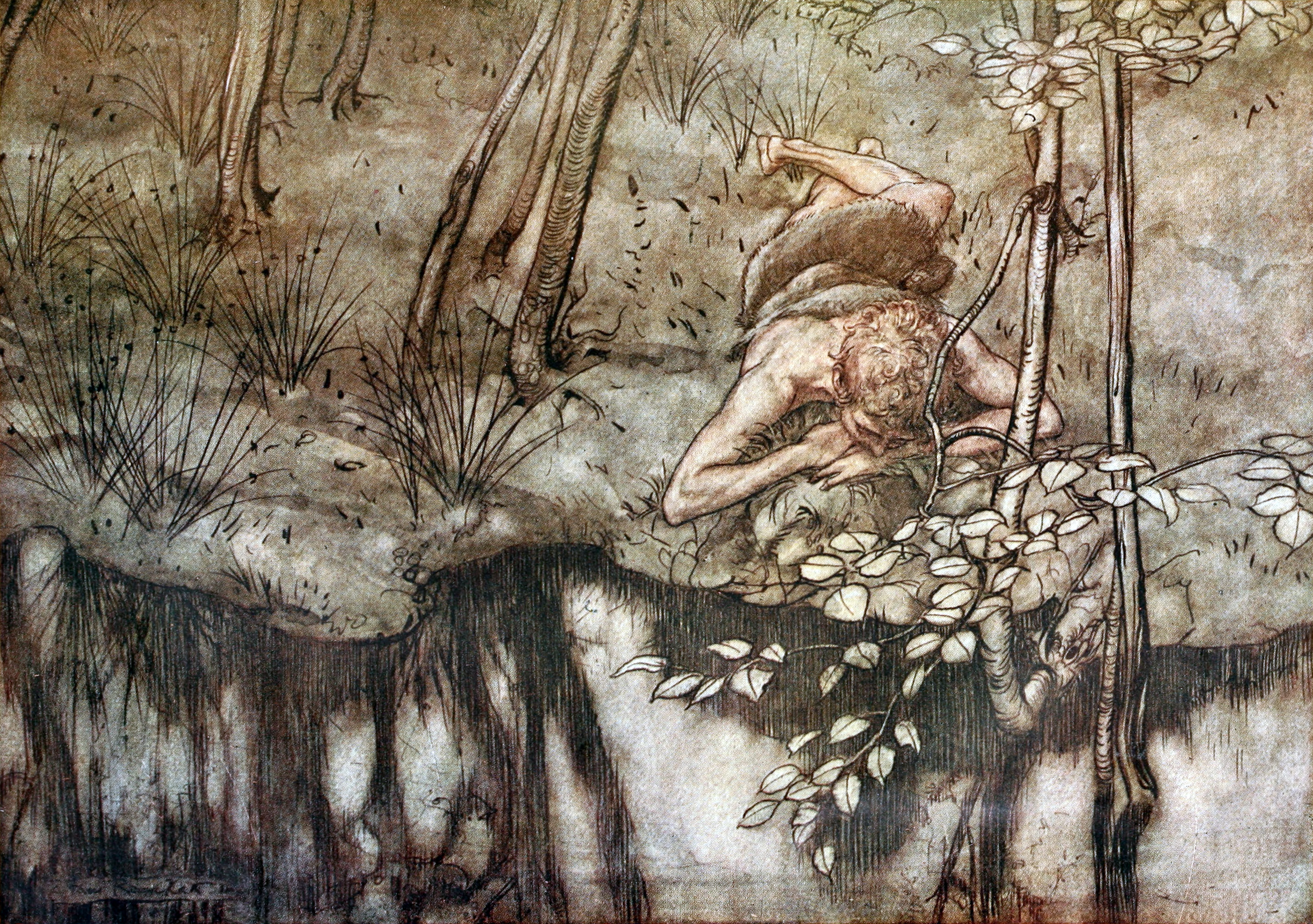
Siegfried se voit dans le courant, édition de 1911 de Siegfried and the Twilight of the Gods.
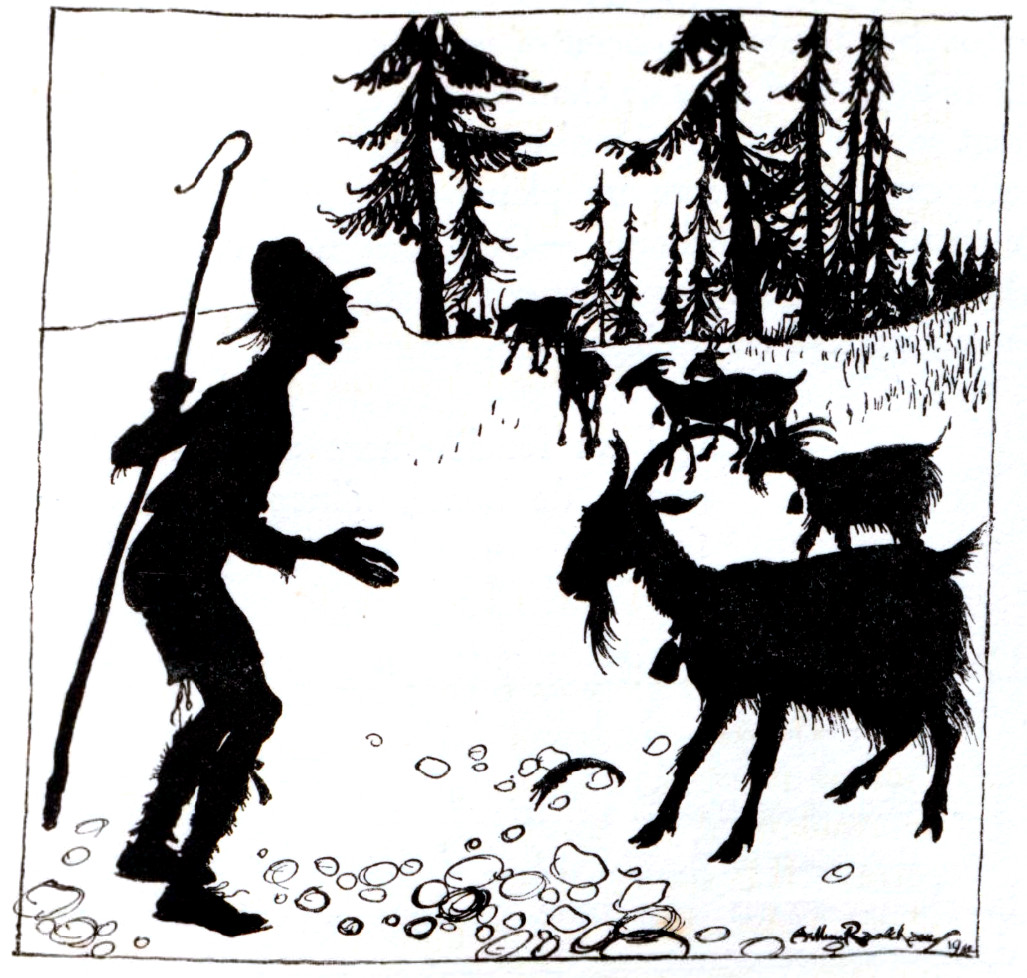
Illustration de la fable d’Ésope La chèvre et le chevrier, 1912.
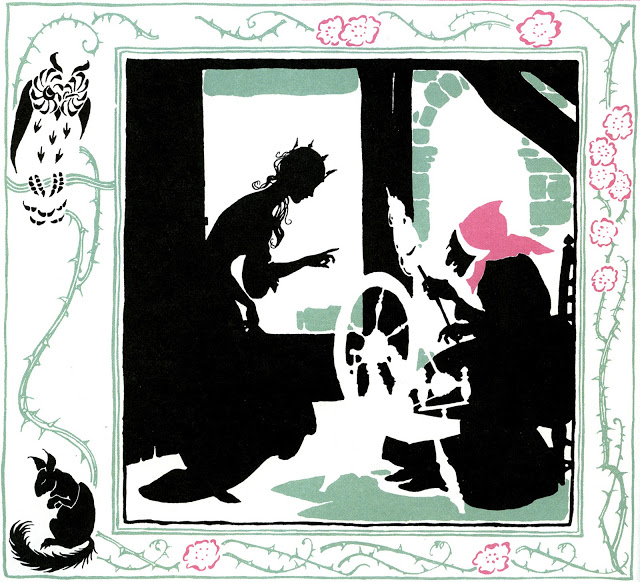
Illustration de La Belle au bois dormant, 1920.
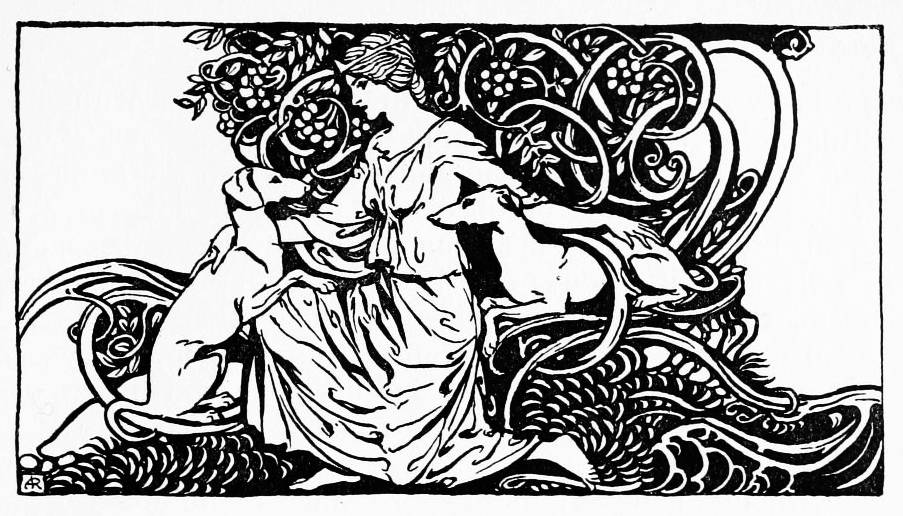
Illustration d'un livre de contes irlandais, 1920.
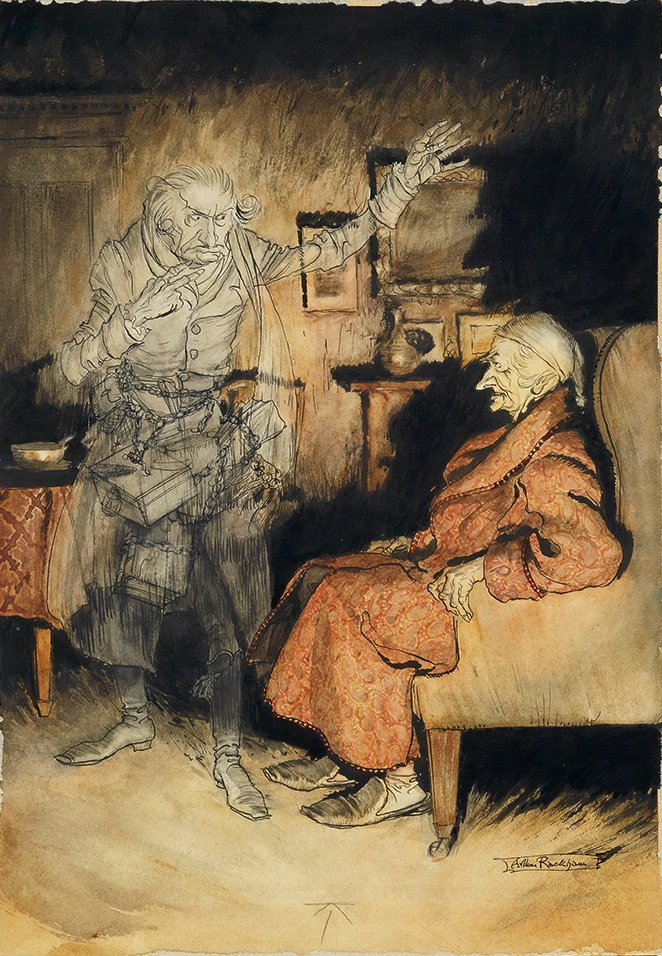
Scrooge and the Ghost of Marley, illustration de 1915 du conte Un chant de Noël de Charles Dickens (1812-1870).
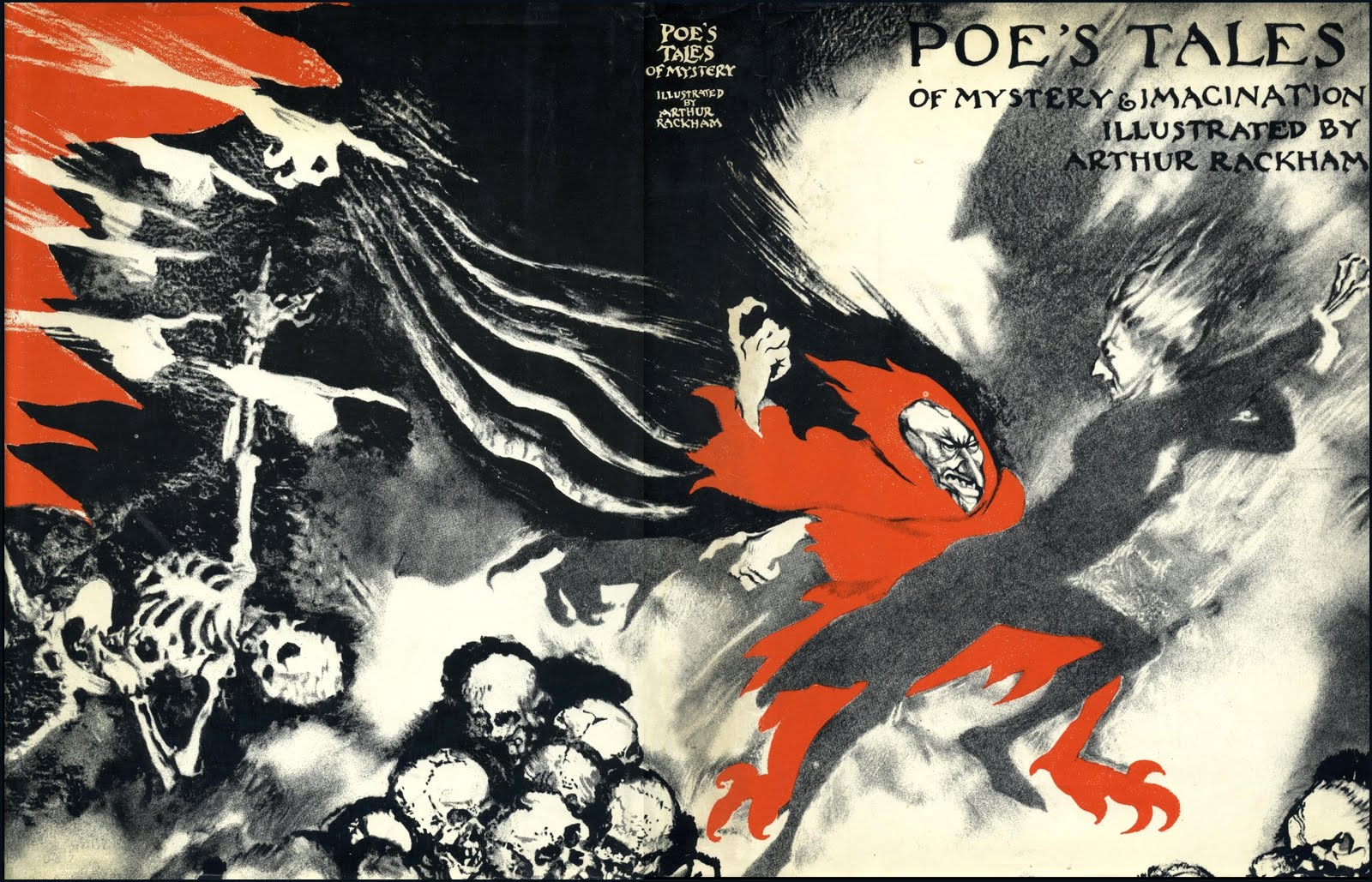
Poe's Tales of Mystery and Imagination, illustré par Arthur Rackham en 1935.
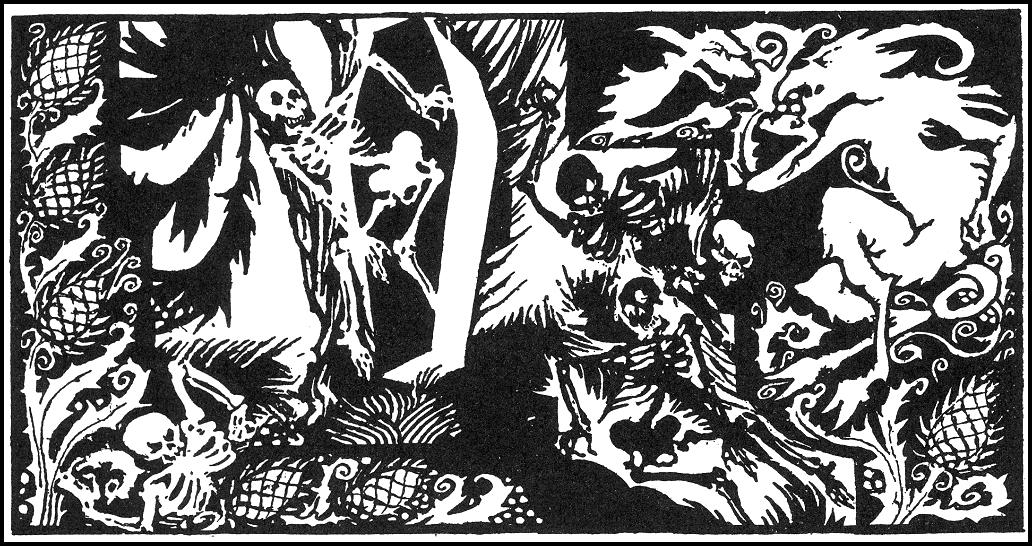
Poe's Tales of Mystery and Imagination, illustré par Arthur Rackham en 1935.
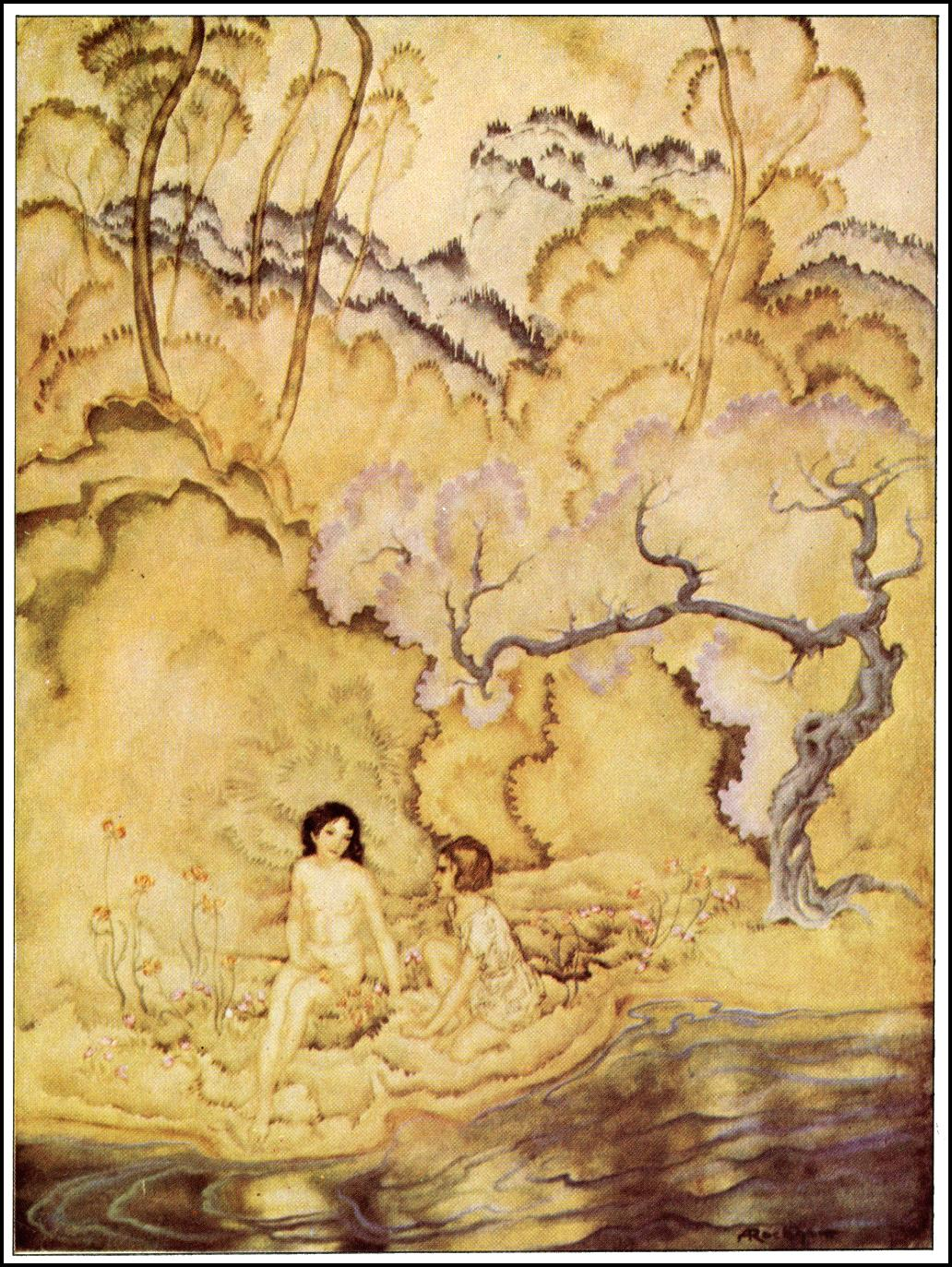
Éléonora, dans Poe's Tales of Mystery and Imagination, illustré par Arthur Rackham en 1935.